# Константиновский, Давид Львович
Дави́д Льво́вич Константино́вский (род. 28 октября 1937, Челябинск) — российский социолог, специалист в области социологии образования, доктор социологических наук (1998). Основатель нового научного направления, изучающего дифференциацию в образовании, роль образования в социальной мобильности и формировании структуры общества. Также известен как писатель-фантаст. Сын журналиста Льва Давидовича Константиновского.

## Биография
Давид Львович родился в 1937 году в Челябинске.
После окончания Челябинского политехнического института в 1959 году приехал в Новосибирск. Работал в Институте ядерной физики под началом Г. И. Будкера, после — в Институте экономики.
В 1960-е годы увлёкся социологией. В 1969 году защитил кандидатскую диссертацию «Вопросы социального прогнозирования в области образования: опыт построения прогностических моделей», в 1998 году — докторскую диссертацию «Динамика ориентаций и социального поведения молодежи в сфере образования: по материалам повторных обследований выпускников средних школ 1960-х — 1990-х годов». Руководитель Центра социологии образования, науки и культуры Института социологии РАН, вице-президент Исследовательского комитета RC04, руководитель исследовательского комитета социологии образования Российского общества социологов.
Член редколлегии «Социологического журнала», журналов «Вопросы философии»[уточнить] и «Білiдегi жаналыктар» (Астана, Казахстан). Член Союза писателей. Трудился в «Литературной газете», многотиражке Академгородка. Публиковался в журнале «Сибирские огни», а затем — в «Советском писателе» (Москва). Главные темы творчества: преобразование Западной Сибири и развитие сибирской науки.
Эксперт РГНФ, НФПК и других организаций.
Женат на дочери физика А. А. Наумова.

## Награды
Удостоен премии Президента Российской Федерации в области образования за 2001 год
Почётный знак «Заслуженный деятель РОС»
Почётная грамота (Российская академия наук) 2019

## Проза[4]
- Ошибка создателя: фантастические рассказы и повести / В. Колупаев, Д. Константиновский, Г. Прашкевич. — Новосибирск: Зап.-Сиб. кн. изд-во, 1975. — 285 с.
- Весьма достойная судьба: повесть / Д. Л. Константиновский. — Новосибирск: Западно-Сибирское книжное издательство, 1985. — 141 с.
- Есть ли у человека корень: повести и рассказы. — Новосибирск: Новосибирское книжное издательство, 1987. — 444 с.
- Летайте на работу самолётами Аэрофлота: художественные очерки. — Новосибирск: Западно-Сибирское книжное издательство, 1983. — 174 с.
- Наш дом, Академгородок: [очерк] / Д. Л. Константиновский. — Новосибирск: Зап.-Сиб. кн. изд-во, 1967. — 54 с. — В вып. дан. загл.: Мой дом, Академгородок.
- Подари мне на прощанье билет: [повесть и рассказы] / Д. Л. Константиновский. — Новосибирск: Западно-Сибирское книжное издательство, 1965. — 204 с.
- Седьмая симфония / Д. Л. Константиновский. — Новосибирск: Новосибирское книжное издательство, [1962]. — 18 с. — (Библиотечка одного рассказа).
- Следовательно существую / Д. Л. Константиновский. — Новосибирск: Западно-Сибирское книжное издательство, 1978. — 262 с.
- Яконур: роман / Д. Л. Константиновский. — Новосибирск: Западно-Сибирское книжное издательство, 1982. — 476 с.
- Пять минут до счастья: рассказы / Давид Константиновский. — Новосибирск: Новосибирское книжное издательство, 1963. — 130 с.

## Основные работы
С публикациями Д. Л. Константиновского можно ознакомиться на официальном сайте Института социологии РАН (ко многим прилагается полный текст):
- Константиновский Д. Л., Вахштайн В. С., Куракин Д. Ю., Рощина Я. М. Доступность качественного общего образования: возможности и ограничения. — М.: Логос, 2006. — 208 с.
- Константиновский Д. Л., Вознесенская Е. Д., Дымарская О. Я., Чередниченко Г. А. Социально-гуманитарное образование: ориентации, практики, ресурсы совершенствования. — М.: ЦСП, 2006. — 264 с.
- Шереги Ф. Э., Константиновский Д. Л., Арефьев А. Л. Взаимодействие российских вузов с международными фондами и организациями. — М.: ЦСП, 2006.
- Неравенство и образование. Опыт социологических исследований жизненного старта российской молодёжи (1960-е годы — начало 2000-х). — М.: ЦСО, 2008. — 551 с.
- Социальные факторы консолидации Российского общества: социологическое измерение / Под ред. чл.-корр. РАН М. К. Горшкова. — М.: Новый хронограф, 2010. — 256 с.
- Константиновский Д. Л., Вознесенская Е. Д., Чередниченко Г. А., Хохлушкина Ф. А. Образование и жизненные траектории молодёжи: 1998—2008 годы. — М.: Институт социологии РАН, 2011. — 277 с.
- Качественное образование: ресурс и его использование // Россия реформирующаяся. — Вып. 11: Ежегодник / отв. ред. М. К. Горшков. — М.: Новый хронограф, 2012. — С. 202—212.
- Динамика ориентаций и социального поведения молодежи в сфере образования // Saarbruken, LAMBERT Academic Publishing, 2012. — 363 с.
- Константиновский Д. Л., Вознесенская Е. Д., Чередниченко Г. А., Попова Е. С. Polish and Russian Youth: Education and Work in Changing Society / edited by Krystyna Szafraniec and David Konstantinovskiy. Moscow: Institute of Sociology Russian Academy of Sciences, 2013, p. 164, 1 CD ROM.
- Российская молодёжь: образование и занятость // Россия и Китай: молодёжь XXI века / отв. редакторы: М. К. Горшков, Ли Чунлинь, З. Т. Голенкова, П. М. Козырева. — М.: Новый хронограф, 2014. — С. 283—307.
- Константиновский Д. Л., Вознесенская Е. Д., Чередниченко Г. А. Молодёжь России на рубеже XX—XXI веков: образование, труд, социальное самочувствие. — М.: ЦСП, 2014. — 548 с.
- Новые смыслы в образовательных стратегиях молодежи: 50 лет исследования [монография] / Д. Л. Константиновский, М. А. Абрамова, Е. Д. Вознесенская, Г. С. Гончарова, В. Г. Костюк, Е. С. Попова, Г. А. Чередниченко. — М.: ЦСП и М, 2015. — 232 с.